# O Grilo Feliz
O Grilo Feliz é um longa metragem de animação brasileiro, lançado em 2001. O filme foi produzido pela Start Desenhos Animados. Em 2009 ganhou uma sequência em 3D: O Grilo Feliz e os Insetos Gigantes.

## Sinopse
O Grilo Feliz vivia tranquilo cantando e tocando para seus amigos na floresta amazônica até a chegada de Maledeto, um lagarto terrível e ambicioso, que proíbe a música na floresta e sequestra a musa do Grilo: Linda, a estrela da noite. O Grilo parte para o resgate de sua amiga.

## Personagens
- Grilo Feliz
- Bituquinho
- Moreninha
- Juliana
- Bacaninha
- Caracolino
- Rafael
- Estrela Linda
- Maledeto
- Faz-Tudo
- Sapos

## Produção
O personagem principal desta animação, o Grilo Feliz, teve sua primeira aparição em comerciais feitos para a empresa Sharp nos anos 80. O longa levou mais de 20 anos em desenvolvimento, e 30 meses em produção.

## Sequência
No dia 9 de janeiro de 2009, a 20th Century Fox realizou a sequência desta animação, intitulada O Grilo Feliz e os Insetos Gigantes, também produzido pela Start Desenhos Animados.

## DVD
O DVD do filme foi lançado no Brasil , Estados Unidos (com o título "The Happy Cricket") e no México (com o título "El Grilo Feliz")

### Musicas
1. Eu Acho Que Pirei (Instrumental)
2. Como um Flash
3. Rap dos Sapos
4. Festa na Floresta
5. Acorda Panda!
6. Vamos de Ferias!
7. A Danca da Cadeira
8. Saltar a Corda
9. Uma Formiga no Pé
10. Quatro Estações
11. O Abecedario do Panda
12. O Meu Robot
13. De Um a Dez
14. Uma Mão
15. Concurso: Quem Quer Ser Carica
16. Parabens Pra Você
17. Sou Uma Taca
18. A Danca do Panda
19. Ate Amanha
20. Vamos Festejar o Natal
21. Os Caricas
22. Eu Acho Que Pirei

## Ligações Externas
- «Sítio oficial»
- O Grilo Feliz. no IMDb.